# Diocesi di Mbaïki
La diocesi di Mbaïki (in latino: Dioecesis Mbaikiensis) è una sede della Chiesa cattolica nella Repubblica Centrafricana suffraganea dell'arcidiocesi di Bangui. Nel 2021 contava 134.000 battezzati su 272.665 abitanti. È retta dal vescovo Jesús Ruiz Molina, M.C.C.I.

## Territorio
La diocesi comprende la prefettura di Lobaye nella Repubblica Centrafricana.
Sede vescovile è la città di Mbaïki, dove si trova la cattedrale di Santa Giovanna d'Arco.
Il territorio è suddiviso in 10 parrocchie.

## Storia
La diocesi è stata eretta il 10 giugno 1995 con la bolla Ad efficacius di papa Giovanni Paolo II, ricavandone il territorio dall'arcidiocesi di Bangui.

## Cronotassi dei vescovi
Si omettono i periodi di sede vacante non superiori ai 2 anni o non storicamente accertati.
- Guerrino Perin, M.C.C.I. (10 giugno 1995 - 10 marzo 2021 ritirato)
- Jesús Ruiz Molina, M.C.C.I., dal 10 marzo 2021

## Statistiche
La diocesi nel 2021 su una popolazione di 272.665 persone contava 134.000 battezzati, corrispondenti al 49,1% del totale.
| anno | popolazione | popolazione | popolazione | presbiteri | presbiteri | presbiteri | presbiteri                | diaconi | religiosi | religiosi | parrocchie |
| anno | battezzati  | totale      | %           | numero     | secolari   | regolari   | battezzati per presbitero | diaconi | uomini    | donne     | parrocchie |
| ---- | ----------- | ----------- | ----------- | ---------- | ---------- | ---------- | ------------------------- | ------- | --------- | --------- | ---------- |
| 1999 | 54.641      | 200.000     | 27,3        | 15         | 3          | 12         | 3.642                     |         | 12        | 24        | 10         |
| 2000 | 54.985      | 200.000     | 27,5        | 15         | 4          | 11         | 3.665                     |         | 12        | 30        | 10         |
| 2001 | 55.835      | 200.000     | 27,9        | 19         | 5          | 14         | 2.938                     |         | 15        | 32        | 10         |
| 2002 | 55.944      | 200.000     | 28,0        | 17         | 4          | 13         | 3.290                     |         | 15        | 31        | 10         |
| 2003 | 56.385      | 200.000     | 28,2        | 20         | 4          | 16         | 2.819                     |         | 18        | 31        | 10         |
| 2004 | 57.987      | 250.000     | 23,2        | 14         | 6          | 8          | 4.141                     |         | 10        | 31        | 10         |
| 2013 | 53.780      | 246.875     | 21,8        | 15         | 6          | 9          | 3.585                     |         | 11        | 41        | 10         |
| 2016 | 123.267     | 250.600     | 49,2        | 16         | 8          | 8          | 7.704                     |         | 9         | 37        | 10         |
| 2019 | 130.000     | 264.300     | 49,2        | 15         | 9          | 6          | 8.666                     |         | 7         | 34        | 10         |
| 2021 | 134.000     | 272.665     | 49,1        | 21         | 10         | 11         | 6.380                     |         | 11        | 33        | 10         |